# Neville Brand
Neville Brand (Iowa, 13 de agosto de 1920 – Sacramento, 16 de abril de 1992) foi um ator americano de tv e cinema. Um dos seus trabalhos notáveis foi sua intepretação do personagem Reese Benett na série para TV LAREDO (1965-1967).
Brand lutou na Batalha das Ardenas na Segunda Guerra Mundial, tendo servido na 83.a Divisão de Infantaria. Ele foi ganhador da Silver Star e do Combat Infantry Badge.Ele fez parte do elenco do western "Love me Tender", filme que marcou a estréia de Elvis Presley no cinema.O personagem de Brand mata o de Presley ao final da película.
Faleceu em 1992 em Sacramento, Califórnia.